# 클로저스
《클로저스》는 나딕게임즈에서 개발하고 넥슨 코리아에서 배급하는 액션 롤플레잉 게임이다.
2015년 11월 26일에 애니메이션화가 발표되어, 2016년 12월에 YouTube에서 제1화가 공개되었다.

## 세계관
18년 전. 지구 곳곳에 정체 모를 차원문이 열리고 이계의 생명체가 전 세계를 습격한다. 차원문을 통해 끊임없이 쏟아져 들어오는 이계 생명체들에게는 통상적인 공격 수단이 통하지 않았고, 도시는 무자비하게 파괴되고 폐허로 변한다.
하지만 차원문의 개방이 나쁜 일만 불러온 것은 아니었다. 극소수의 인간들은 차원문이 열리면서 발생한 '위상력'에 의해 각성하게 되고, 초월적인 능력들을 얻는다. 각국 정부는 위상력에 눈뜬 이능력자들을 이용해 이계 생명체를 제압하고 막대한 희생 끝에 차원문을 닫는 데 성공한다.
문을 '닫는다'는 뜻에서 이능력자들은 '클로저(Closer)'로 불리게 되고 이계 생명체의 습격에는 '1차 차원전쟁'이라는 이름이 붙는다.
이계 생명체가 사라진 세상은 평온을 얻었고, 무너진 도시는 신도시로 빠르게 재건된다. 차원문과 위상력에 대한 조사는 착착 진행됐고, 인류는 위상력이 특이점에 이르면 차원문이 열린다는 사실을 깨닫는다. 하지만 차원문에 대한 완벽한 이해는 아직 불가능했다.
결국 차원전쟁을 견디고 끝까지 살아남은 클로저들은 UN 산하의 유니온(UNION)이라는 조직에 들어가 지역별 위상력의 특이점들을 찾으며 2차 차원전쟁 재발 방지에 안간힘을 쓰고 있었다.
그 때, 또 다시 각지의 차원문이 흔들리기 시작한다. 그것도 점점 더 강력한 이계 생명체들의 침입과 함께. <클로저스>의 이야기는 '신(新) 서울'의 유니온팀인 '검은 양(BLACK LAMBS)'에서 활동 중인 고등학생들의 일상에서부터 시작된다.

## 게임 특징
《클로저스》는 퀘스트를 통해 신서울을 지키는 스토리 모드와 클로저들과 팀을 이루어 전략을 짜는 대전모드가 있다.

## 캐릭터
[검은양 팀]
- [이세하]:(스트라이커)
- [이슬비]:(캐스터)
- [서유리]:(레인저)
- [제이]:(파이터)
- [미스틸테인]:(랜서)

[늑대개 팀]
- [나타]:(헌터)
- [레비아]:(위치)
- [하피]:(로그)
- [티나]:(암즈)
- [바이올렛]:(발키리)

[사냥터지기 팀]
- [볼프강]:(라이브러리언)
- [파이]:(미스틱)
- [루나]:(아이기스)
- [소마]:(아스트라)
- [세트]:(비스트)

[시궁쥐 팀]
- [김철수]:(노네임)
- [미래]:(리퍼)
- [은하]:(나이브스)
- [루시]:(얼터에고)
- [애리]:(데빌리쉬)

[검은양 팀]
- [이세하]:(별칭 없음)
- [이슬비]:(별칭 없음)
- [서유리]:(별칭 없음)
- [제이]:(별칭 없음)
- [미스틸테인]:(신을 죽일 마창)

[늑대개 팀]
- [나타]:(통제불능의 엽견)
- [레비아]:(이세계의 마녀)
- [하피]:(잊혀진 괴도)
- [티나]:(강철심장의 저격수)
- [바이올렛]:(검과 야망의 아가씨)

[사냥터지기 팀]
- [볼프강]:(검은 책의 사서)
- [파이]:(얼어붙은 시간의 암살자)
- [루나]:(여신의 무구한 방패)
- [소마]:(축복받은 전능의 영약)
- [세트]:(이름을 빼앗긴 괴물)

[시궁쥐 팀]
- [김철수]:(기억 잃은 처형인)
- [미래]:(길을 여는 그림자)
- [은하]:(칼 무더기 속의 별빛)
- [루시]:(아득한 신기루의 성녀)
- [애리]:(구원을 바라는 악마의 화살)

[01번]:(이세하)
[02번]:(이슬비)
[03번]:(서유리)
[04번]:(제이)
[05번]:(미스틸테인)
[06번]:(나타)
[07번]:(레비아)
[08번]:(하피)
[09번]:(티나)
[10번]:(바이올렛)
[11번]:(볼프강)
[12번]:(파이)
[13번]:(루나)
[14번]:(소마)
[15번]:(세트)
[16번]:(김철수)
[17번]:(미래)
[18번]:(은하)
[19번]:(루시)
[20번]:(애리)
[검은양 팀]
01:[이세하]:(건 블레이드)
02:[이슬비]:(픽스드 나이프)
03:[서유리]:(건(&)카타나)
04:[제이]:(너클)
05:[미스틸테인]:(랜스)

[늑대개 팀]
01:[나타]:(듀얼 쿠크리)
02:[레비아]:(차원 지팡이)
03:[하피]:(헤르메스 부트)
04:[티나]:(어설트 라이플)
05:[바이올렛]:(클레이모어)

[사냥터지기 팀]
01:[볼프강]:(봉인서)
02:[파이]:(사검)
03:[루나]:(이노베이트 실드)
04:[소마]:(버스트 톤파)
05:[세트]:(송곳니)
[시궁쥐 팀]
01:[김철수]:(자비(&)심판)
02:[미래]:(레퀴엠)
03:[은하]:(소태도)
04:[루시]:(감옥관)
05:[애리]:(보우)

[검은양 팀]
01:[이세하]:(파란색)(이경태)
02:[이슬비]:(분홍색)(우정신)
03:[서유리]:(주황색)(박선영)
04:[제이]:(황록색)(김환진)
05:[미스틸테인]:(연녹색)(안현서)

[늑대개 팀]
01:[나타]:(보라색)(최승훈)
02:[레비아]:(자주색)(이보희)
03:[하피]:(청록색)(전숙경)
04:[티나]:(다홍색)(문선희)
05:[바이올렛]:(마젠타)(김연우)
[사냥터지기 팀]
01:[볼프강]:(진홍색)(류승곤)
02:[파이]:(하늘색)(윤은서)
03:[루나]:(터키색)(윤아영)
04:[소마]:(진분홍색)(여윤미)
05:[세트]:(빨간색)(이새아)

[시궁쥐 팀]
01:[김철수]:(검은색)(이현)
02:[미래]:(연보라색)(강시현)
03:[은하]:(금색)(원에스더)
04:[루시]:(살구색)(장미)
05:[애리]:(연자주색)(김도희)

## 연표
- 2014년 8월 20일 ~ 8월 24일 : 클로즈 베타
- 2014년 12월 10일 ~ 12월 14일 : 프리오픈 베타
- 2014년 12월 23일 : 오픈 베타[1]
- 2014년 12월 30일 : 이세하 2차 승급(정식요원) 업데이트
- 2015년 1월 15일 : 서유리 2차 승급(정식 요원) 업데이트
- 2015년 1월 8일 : 신규 캐릭터 제이 추가
- 2015년 1월 29일: 이슬비 2차 승급(정식요원) 업데이트
- 2015년 2월 13일 : 신규 캐릭터 미스틸테인 추가
- 2015년 3월 12일 : 제이 2차 승급(정식요원) 업데이트
- 2015년 3월 26일 : 미스틸테인 2차 승급(정식요원) 업데이트
- 2015년 7월 16일 : 신규 캐릭터 나타 추가
- 2015년 7월 30일 : 신규 캐릭터 레비아 추가
- 2015년 8월 13일 : 나타 2차 승급(정식대원) 업데이트
- 2015년 8월 27일 : 레비아 2차 승급(정식대원) 업데이트
- 2015년 12월 22일 : 신규 캐릭터 하피 추가
- 2016년 1월 7일 : 하피 2차 승급(정식대원) 업데이트
- 2016년 6월 30일 : 이슬비 3차 승급(특수요원) 업데이트
- 2016년 7월 21일 : 신규 캐릭터 티나 추가
- 2016년 7월 28일 : 티나 2차 승급(정식대원) 업데이트
- 2016년 8월 11일 : 레비아 3차 승급(특수대원) 업데이트
- 2016년 10월 26일 : 이세하 3차 승급(특수요원) 업데이트
- 2016년 12월 1일 : 나타 3차 승급(특수대원) 업데이트
- 2016년 12월 22일 : 신규 캐릭터 바이올렛 추가
- 2016년 12월 29일 : 바이올렛 2차 승급(정식대원) 업데이트
- 2017년 1월 19일 : 서유리 3차 승급(특수요원) 업데이트
- 2017년 3월 30일 : 하피 3차 승급(특수대원) 업데이트
- 2017년 5월 18일 : 제이 3차 승급(특수요원) 업데이트
- 2017년 6월 29일 : 티나 3차 승급(특수대원) 업데이트
- 2017년 7월 20일 : 신규 캐릭터 볼프강 추가
- 2017년 7월 27일 : 볼프강 2차 승급(정식요원) 업데이트
- 2017년 8월 3일 : 미스틸테인 3차 승급(특수요원) 업데이트
- 2017년 9월 14일 : 바이올렛 3차 승급(특수대원) 업데이트

## 웹 애니메이션
2015년 11월 26일에, 넥슨 애니메이션 제작보고회에서 제작이 발표되어, 《클로저스:SIDE BLACKLAMBS》의 타이틀로 2016년 12월부터 공개 중이다. 제작은 스튜디오 애니멀에서 담당한다.

### 스태프
- 원작 - 나딕게임즈
- 감독 - 조경훈
- 각본 - 차무진
- 연출 - 구봉회
- 애니메이션 제작 - 스튜디오 애니멀

## 사건 및 사고
캐릭터 중 한 명인 티나의 성우를 맡은 김자연 성우가 메갈리안 지지 티셔츠를 자신의 트위터에 인증한 일을 계기로 논란이 되자, 넥슨 코리아에서는 성우를 교체하겠다는 의사를 밝혔다. 넥슨은 해당 성우에게 녹음 및 사용에 대한 계약금을 모두 정당하게 지불 완료했다.